# Telenomus
Telenomus är ett släkte av steklar som beskrevs av Alexander Henry Haliday 1833. Enligt Catalogue of Life ingår Telenomus i familjen Scelionidae, men enligt Dyntaxa är tillhörigheten istället familjen gallmyggesteklar.

## Dottertaxa tillTelenomus, i alfabetisk ordning[1][2]
- Telenomus alsophilae
- Telenomus angustatus
- Telenomus aradi
- Telenomus arzamae
- Telenomus bakeri
- Telenomus bifidus
- Telenomus brachialis
- Telenomus brevis
- Telenomus californicus
- Telenomus catalpae
- Telenomus chloropus
- Telenomus chrysopae
- Telenomus clisiocampae
- Telenomus coelodasidis
- Telenomus coloradensis
- Telenomus dalmani
- Telenomus dalmanni
- Telenomus danubialis
- Telenomus dimmocki
- Telenomus dolichocerus
- Telenomus emersoni
- Telenomus eumicrosmoides
- Telenomus fimbriatus
- Telenomus flavipes
- Telenomus floridanus
- Telenomus geometrae
- Telenomus gnophaelae
- Telenomus goniopsis
- Telenomus gossypiicola
- Telenomus gracilicornis
- Telenomus graptae
- Telenomus heliothidis
- Telenomus heracleicola
- Telenomus heteropterus
- Telenomus hubbardi
- Telenomus hullensis
- Telenomus hyalinatus
- Telenomus ichthyurae
- Telenomus infuscatipes
- Telenomus koebelei
- Telenomus kolbei
- Telenomus laeviusculus
- Telenomus laricis
- Telenomus lavernae
- Telenomus lineolatus
- Telenomus longicornis
- Telenomus longistriatus
- Telenomus maculipennis
- Telenomus minimus
- Telenomus nigriscapsus
- Telenomus nitidulus
- Telenomus noctuae
- Telenomus opacus
- Telenomus othus
- Telenomus ovivorus
- Telenomus pallidipes
- Telenomus pamphilae
- Telenomus pentatomus
- Telenomus perplexus
- Telenomus persimilis
- Telenomus phalaenarum
- Telenomus podisi
- Telenomus politus
- Telenomus punctiventris
- Telenomus pusillus
- Telenomus quaintancei
- Telenomus reynoldsi
- Telenomus rileyi
- Telenomus sphingis
- Telenomus spilosomatis
- Telenomus szelenyii
- Telenomus tabanivorus
- Telenomus tenuicornis
- Telenomus tetratomus
- Telenomus texanus
- Telenomus truncatus